# Tana Beles
Tana Beles ist ein neu erbautes Laufwasserkraftwerk in Äthiopien, mit dem Wasser aus dem Tanasee zur Stromerzeugung und zur Bewässerung des Belestals genutzt wird.

## Kraftwerk
- Karte mit allen Koordinaten:
- OSM |
- WikiMap

### Kavernenkraftwerk
Das Kavernenkraftwerk besteht aus einem Einlaufbauwerk bei dem Dorf Kunzila am 1784 m ü. d. M. gelegenen Tanasee (11° 52′ 52″ N, 37° 0′ 40,5″ O), einem 12 km langen Druckstollen mit einem Innendurchmesser von 7,2 m, einen 270 m tiefen vertikalen Druckschacht zum Kavernenkrafthaus mit 4 Francisturbinen und Generatoren (11° 49′ 5″ N, 36° 55′ 24″ O), den an die Turbinen anschließenden Saugrohren und schließlich einem 7,2 km langen Auslauftunnel zu dem Auslaufbauwerk in den Fluss Beles (11° 46′ 40″ N, 36° 52′ 1,5″ O). Oberirdisch sichtbar sind nur die Ein- und Auslaufbauwerke sowie der Lüftungsschacht und die Zugänge zur Kaverne, die Freiluftschaltanlage und verschiedene Büro- und Wohngebäude.
Das Kraftwerk ist auf eine Wassermenge von 160 m³/s ausgelegt. Die Fallhöhe beträgt ca. 301 m.

### Staumauer 1243
Mit dem Wasser sollen außerdem 140.000 Hektar landwirtschaftliche Fläche im Belestal bewässert werden. Zu diesem Zweck wurden eine Reihe von Stauwehren und die kleinere Staumauer 1243 gebaut, die nach ihrer Lage auf 1243 m ü. d. M. benannt wurde (11° 39′ 42,6″ N, 36° 41′ 17″ O).

## Geschichte
Die Baufirma war die italienische Salini Costruttori S.P.A. wie auch beim Bau von Gilgel Gibe III am Omo. Das mit der Planung und Ausführung des Gesamtprojektes beauftragte Unternehmen hatte Studio Pietrangeli mit der Planung des Kraftwerks und Andritz Hydro mit der Lieferung und Installation der Turbinen und der gesamten elektrischen Einrichtungen
beauftragt. Die Bauarbeiten dauerten von 2006 bis 2010.
Das Wasserkraftwerk ging im Mai 2010 mit der ersten von vier Turbinen von je 115 MW in Betrieb. Die Baukosten betrugen 7,1 Milliarden Birr oder 70 Millionen Euro.
Zwei weitere Wasserkraftwerke wurden im selben Jahr in Äthiopien schon eingeweiht: Tekeze (400 MW) und Gilgel Gibe II (320 MW).